# Asota plaginota
Asota plaginota là một loài bướm đêm thuộc họ Erebidae. Nó được tìm thấy ở Trung Quốc, Ấn Độ, Indonesia, Myanma, Malaysia, Nepal, Papua New Guinea, Philippines, Sikkim, Singapore, Sri Lanka, Thái Lan và Việt Nam.
Sải cánh dài 61–65 mm.

## Phụ loài
- Asota plaginota plaginota (China, Ấn Độ, Indonesia, Myanmar, Malaysia, Nepal, Papua New Guinea, Philippines, Sikkim, Sri Lanka, Thailand, Vietnam)
- Asota plaginota stigmatica (Borneo, Java)
- Asota plaginota strigivenata (China, Ấn Độ, Indonesia, Singapore)